# Pierre Bayonne
Pierre Bayonne (1949. június 11. – ) haiti válogatott labdarúgó.

## Pályafutása

### Klubcsapatban
A Violette AC csapatában játszott. 

### A válogatottban
A haiti válogatott tagjaként részt vett az 1974-es világbajnokságon, ahol pályára lépett a Lengyelország és az Argentína elleni csoportmérkőzéseken.
Tagja volt az 1973-as CONCACAF-bajnokságon győztes csapat keretének is, ahol Trinidad és Tobago, Honduras, és Guatemala, ellen kezdőként kapott szerepet.

## Sikerei, díjai
Haiti
- CONCACAF-bajnokság győztes (1): 1973